# Apolemichthys arcuatus
Apolemichthys arcuatus è un pesce d'acqua salata appartenenti alla famiglia Pomacanthidae.

## Distribuzione e habitat
Questa specie è endemica nelle acque costiere dell'arcipelago delle Hawaii e dell'Atollo Johnston, nel Pacifico; abita scogliere rocciose e barriere coralline, con acque poco o mediamente profonde (fino a 180 metri di profondità).

## Descrizione
Presenta un corpo alto, molto compreso ai fianchi, discoidale allungato, con profilo dorsale e ventrale piuttosto convessi. La pinna dorsale è lunga, più ampia e arrotondata verso la fine, retta da raggi rigidi ed erettili nella sua parte iniziale. La pinna ventrale è più corta, ma larga e arrotondata. Le ventrali sono triangolari, con vertice allungato, mentre la pinna caudale è a delta, ampia e arrotondata. La livrea è molto particolare: il dorso è grigio tortora e ogni scaglia presenta un punto bianco madreperlaceo. Dello stesso colore è la pinna dorsale, orlata di bianco. Dalla fronte, comprendendo anche gli occhi, parte una larga fascia curva che percorre i fianchi e sale fino alla radice della pinna dorsale, comprendendone una porzione finale. Il resto del corpo è bianco vivo, sempre con le scaglie madreperlacee, mentre il peduncolo caudale dal bianco sfuma ancora nel tortora, con la pinna caudale color tortora, interrotta da una larga fascia nera orlata di bianco, e orlo bianco trasparente. La pinna ventrale è bianca alla radice, ma sfuma subito verso il nero, con l'orlo bianco. Le altre pinne sono bianche.

Raggiunge una lunghezza massima di 18 cm.

## Alimentazione
A. arcuatus si nutre prevalentemente di spugne e tunicati e alghe.

## Conservazione
Questa specie è stata inserita nella IUCN Red List nel 2010

## Acquariofilia
Questa specie è commercializzata per l'allevamento in acquario.